# Diocesi di Fello
La diocesi di Fello (in latino: Dioecesis Phellitana) è una sede soppressa del patriarcato di Costantinopoli e una sede titolare della Chiesa cattolica.

## Storia
Fello, identificabile con le rovine di Philo (Çukurbey) nell'odierna Turchia, è un'antica sede episcopale della provincia romana di Licia nella diocesi civile di Asia. Faceva parte del patriarcato di Costantinopoli ed era suffraganea dell'arcidiocesi di Mira.
La diocesi è documentata nelle Notitiae Episcopatuum del patriarcato di Costantinopoli fino al XII secolo.
Sono tre i vescovi attribuiti a quest'antica sede episcopale. Lolliano è menzionato in una lettera, datata tra il 375 e il 376, che Basilio di Cesarea scrisse ad Anfilochio di Iconio, perché inviasse un proprio uomo di fiducia a verificare l'ortodossia dei vescovi della Licia, tra cui figura anche Lolliano.
Il vescovo Filippo partecipò al secondo concilio di Costantinopoli nel 553, dove è documentato in tutte le liste di presenza e nell'ultima sessione del 2 giugno sottoscrisse la condanna dei Tre Capitoli. Alla morte di Nicola di Sion, vescovo di Pinara, il 10 dicembre 564, Filippo di Fello venne incaricato di compiere i riti esequiali.
Il terzo vescovo conosciuto di Fello è Costantino, che prese parte al concilio di Costantinopoli dell'879-880 che riabilitò il patriarca Fozio.
Dal 1933 Fello è annoverata tra le sedi vescovili titolari della Chiesa cattolica; finora il titolo non è mai stato assegnato.

## Cronotassi dei vescovi greci
- Lolliano † (menzionato nel 375/376)
- Filippo † (prima del 553 - dopo il 564)
- Costantino † (menzionato nell'879)